# Froid comme la vengeance (film, 1997)
 (décembre 2023).
Si vous disposez d'ouvrages ou d'articles de référence ou si vous connaissez des sites web de qualité traitant du thème abordé ici, merci de compléter l'article en donnant les références utiles à sa vérifiabilité et en les liant à la section « Notes et références ».
Pour plus de détails, voir Fiche technique et Distribution.
Froid comme la vengeance (Cold Around the Heart) est un film américain réalisé par John Ridley, sorti en 1997.

## Fiche technique
- Titre : Froid comme la vengeance
- Titre original : Cold Around the Heart
- Réalisation et scénario : John Ridley
- Musique : Mason Daring
- Pays d'origine :  États-Unis
- Sociétés de production : 20th Century Fox
- Genre : Film de gangsters, drame
- Durée : 96 minutes
- Date de sortie : 7 novembre 1997

## Distribution
- David Caruso : Ned Tash
- Kelly Lynch : Jude Law
- Stacey Dash : Bec Rosenberg
- Chris Noth : "T"
- John Spencer : l'oncle Mike
- Pruitt Taylor Vince : Johnny "Cokebottles" Costello
- Richard Kind : Attorney Nabbish
- Kirk Baltz : le détective Logan
- Jennifer Jostyn : Inez, la serveuse
- Tom McGowan : le commis au magasin d'armes
- Mark Boone Junior : l'homme en colère
- Jack Orend : le commis de motel
- Tracey Ross : l'infirmière
- Gareth Williams : le concessionnaire automobile
- Richmond Arquette : l'homme de station-service
- Jack Wallace : le capitaine de la police
- Viggis Knittridge : lui-même